# Basilio IV de Rusia

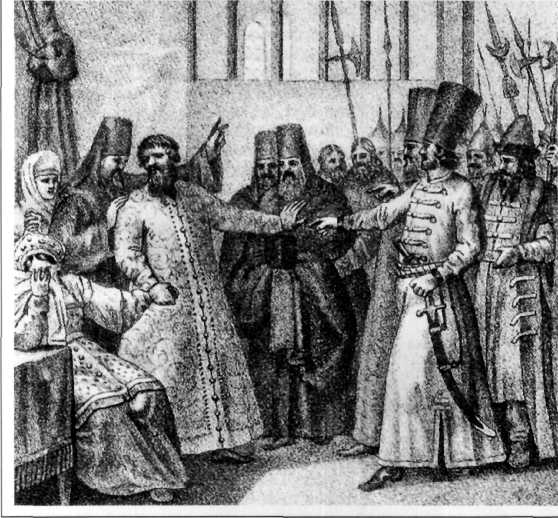
Vasili Shuiski es tonsurado en 1610. Grabado del

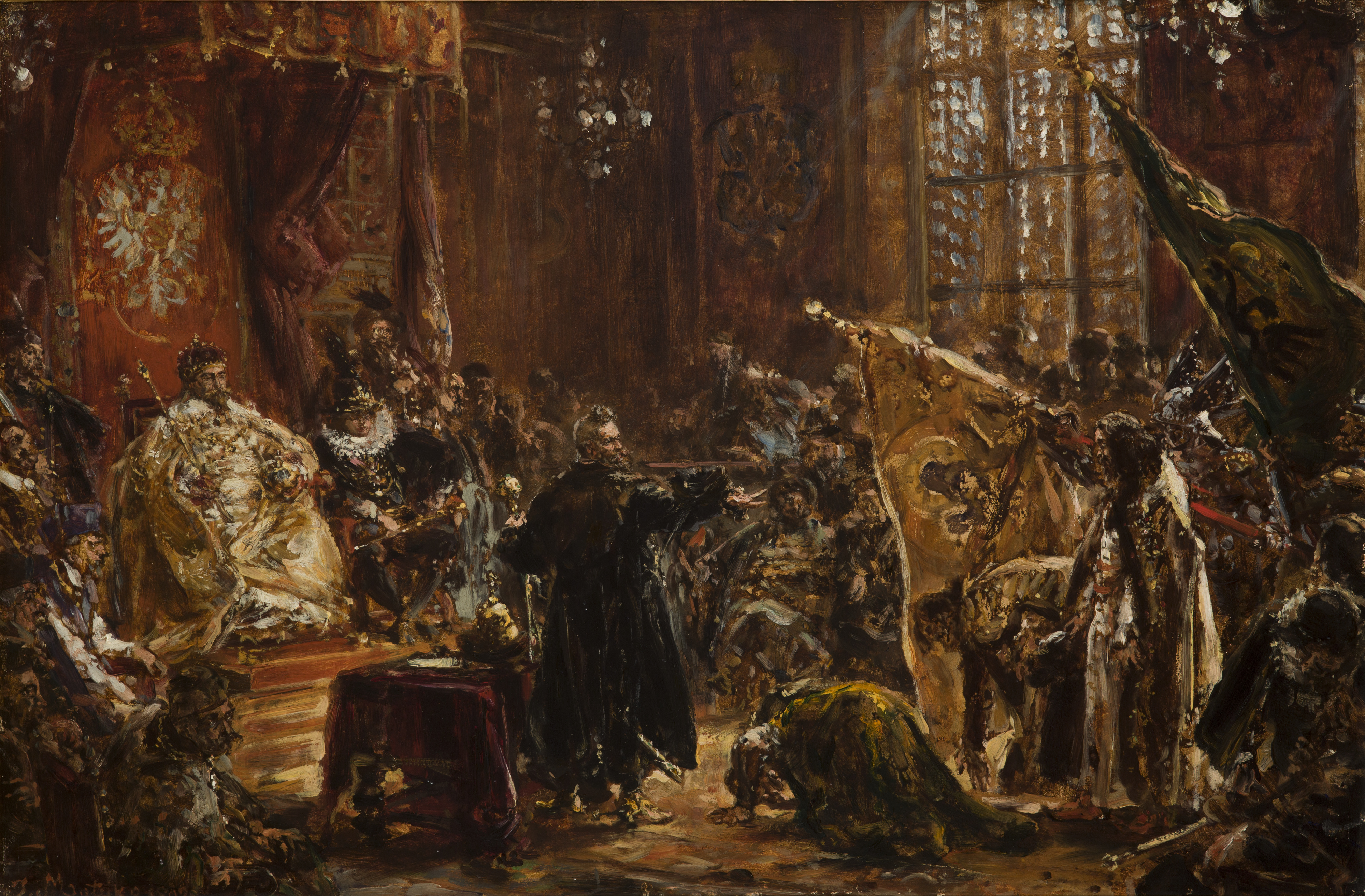
El zar ruso Basilio IV obligado a arrodillarse frente al rey Segismundo III de Polonia en Varsovia (1611).

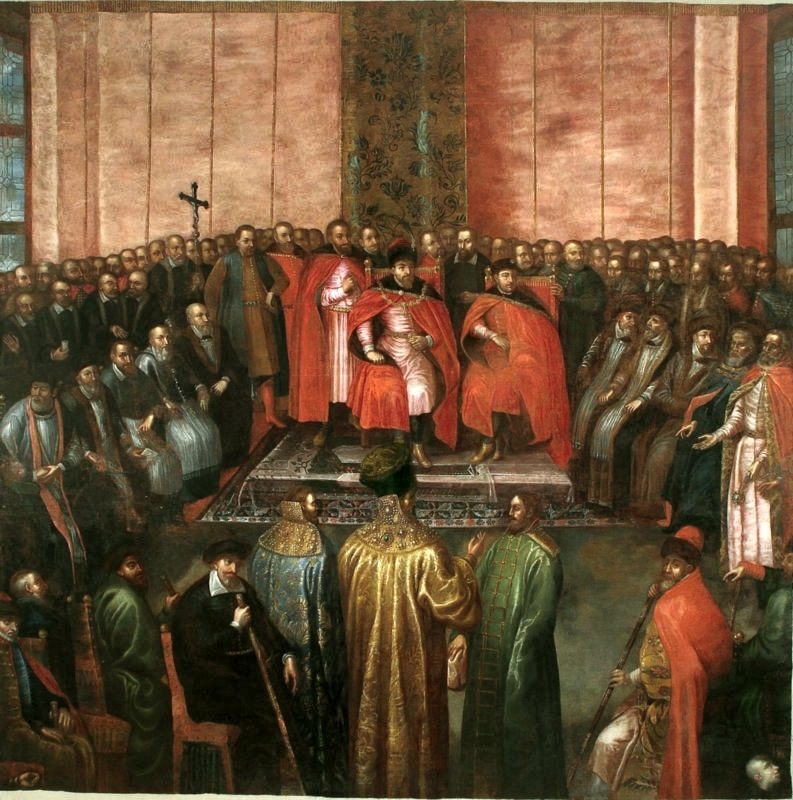
El depuesto zar Basilio IV y sus hermanos Dmitri Shuiski e Iván Shuiski-Púgovka juran lealtad al rey Segismundo III Vasa en el Castillo Real de Varsovia.

Basilio IV de Rusia (en ruso: Василий IV Иванович Шуйский, Vasili IV Ivánovich Shuiski, otras transliteraciones: Vasily, Vasili; 22 de septiembre de 1552 – 12 de septiembre de 1612) fue zar de Rusia en el periodo comprendido entre 1606 y 1610, tras el asesinato de Dimitri I. Fue destituido durante el Período Tumultuoso.
Fue el último zar de la dinastía Rúrikovich en el trono de Rusia, siendo descendiente de la rama de Súzdal de los príncipes Shuiski (Shuysky), a diferencia de  Teodoro I de Rusia (1557-1598), último zar de la rama moscovita de los Rúrikovich.

## Vida en la corte de Rusia
Nacido príncipe Vasili Ivánovich Shúiski en 1552, y descendiente de los príncipes soberanos de Nizhni Nóvgorod, era uno de los principales boyardos del Zarato moscovita durante los reinados de Teodoro I y Borís Godunov. Basilio y su hermano pequeño, Dmitri Shuiski, trabajaron generalmente codo con codo, enfrentándose a las intrigas de la corte durante el Periodo Tumultuoso.
Enviado por su familia a la corte en Moscú, trabajó bajo las órdenes de Borís Godunov desde antes que este se convirtiera en zar para investigar sobre las causas de la muerte del zarévich Dmitri Ivánovich, hijo menor de Iván el Terrible, que había muerto allí en misteriosas circunstancias con apenas nueve años de edad. 
Basilio informó que la muerte del zarévich Dmitri se debía a un suicidio, aunque abundaban los rumores de que el zarévich había sido asesinado por unos falsos monjes o maestros enviados por el regente Borís Godunov con ese fin.
Puesto que Godunov aspiraba a asumir el trono si el hijo mayor de Iván el Terrible, el débil y apocado zar Teodoro I moría sin hijos, el único obstáculo para ese proyecto sería el zarévich Dmitri; por tanto, la muerte de este alimentaba las sospechas contra Godunov. 
Había aristócratas opuestos a Godunov que sospechaban que el zarévich Dmitri escapó al asesinato y se mató a otro niño en su lugar, abriendo así las puertas a la aparición de múltiples impostores como Dimitri I, Dimitri II y Dimitri III. No obstante, Basilio dirigió una serie de extensas investigaciones entre los habitantes de Úglich y los familiares de María Nagaya (madre de Dmitri), para concluir que el niño se había matado al sufrir un ataque grave de epilepsia mientras jugaba con un cuchillo frente a otros niños. 
Tras este episodio, Basilio siguió sirviendo fielmente a Borís Godunov, incluso después que ser coronado zar. No obstante, tras la repentina muerte de Godunov en abril de 1605 y el ascenso al trono de su hijo Teodoro II, Basilio se retractó de sus propias conclusiones en la citada investigación para granjearse el favor del pretendiente al trono, Dimitri I, que intentaba hacerse con el cetro haciéndose pasar por el zarévich muerto. 
Basilio abandonó a Teodoro Godunov y reconoció al pretendiente como el "verdadero" Dimitri, a pesar de haber determinado catorce años antes el suicidio del hijo de Iván el Terrible; de este modo legitimó el asesinato del joven Teodoro y de su madre.
Basilio influyó para que otros boyardos aceptaran la autoridad de Dimitri I, pero pronto advirtió que el nuevo zar no le otorgaría ventajas ni privilegios en el nuevo régimen, prefiriendo antes a sus aliados polacos. Ante ello, Basilio conspiró activamente contra el falso Dimitri acusándolo de ser un títere de Polonia-Lituania y poniendo ahora en duda, por segunda vez, su calidad de "hijo de Iván el Terrible". Consiguió así liderar una rebelión en Moscú que culminó con el asesinato del zar Dimitri y la matanza de los polacos de su comitiva. Para justificar todos estos hechos, Basilio declaró luego públicamente que el verdadero Dimitri había sido asesinado y el zar reinante era un impostor.

## Reinado y caída
Tras el asesinato del «falso Dimitri» y la matanza de los polacos que estaban a su lado en Moscú, los aristócratas de esa misma ciudad proclamaron entonces Zar a Vasili Shúiski el 19 de mayo de 1606, con el nombre de Basilio IV de Rusia tras arduas discusiones, en las cuales fue evidente que los boyardos estaban desunidos sobre quién debía reinar. Pese a su coronación, Shúiski debió luchar contra las intrigas de otros boyardos que aspiraban a suplantarlo o dominarlo, así como con la abierta enemistad de Polonia, que esperaba vengarse por la matanza de la comitiva de Dimitri. Además, la anarquía política del Periodo Tumultuoso hizo que la autoridad de Basilio nunca fuera ampliamente reconocida en toda Rusia; incluso en la propia Moscú poseía poca autoridad, y lo salvó de ser depuesto por los boyardos el hecho de que no tuvieran a nadie que colocar en su lugar. 
Solo la popularidad y los triunfos bélicos de su primo, el príncipe Mijaíl Skopín-Shuiski, quien condujo sus ejércitos de rusos y mercenarios extranjeros desde Suecia, lo mantuvo en el inestable trono unos años, luchando contra las invasiones de Polonia-Lituania y sublevaciones internas. Las envidias e intrigas de la familia Shúiski causaron que Mijaíl Skopín-Shuiski muriese envenenado en abril de 1610, acto aprobado por Basilio IV por temor a que Mijaíl le disputase el trono de Rusia apoyándose en sus victorias militares sobre los polacos.
Poco después de la muerte de Mijaíl Skopín-Shuiski, las tropas rusas (que ya comprendían gran cantidad de mercenarios suecos y alemanes) fueron gravemente derrotadas por un número inferior de tropas polacas en Klúshino el 4 de julio de 1610. Sin líderes hábiles y competentes, las fuerzas rusas parecían incapaces de oponerse a otra masiva invasión polaca que se dirigía sin oposición hacia Moscú. 
En tan grave situación el 19 de julio de 1610, pocos días después de la derrota de Klúshino, Basilio IV fue depuesto por los Siete Boyardos y forzado a convertirse en monje. Sin capacidad de oponer resistencia al ataque polaco, los Siete Boyardos se vieron forzados a pedir "ayuda militar" a Polonia para sostener su régimen, de modo que las fuerzas polacas ocuparon Moscú en septiembre de 1610. Allí los invasores dispusieron que Basilio Shúiski fuese enviado a Varsovia por el hetman polaco Stanisław Żółkiewski, para ser mostrado como trofeo de guerra al rey Segismundo III Vasa y jurarle lealtad. 
Basilio pasó el resto de su vida como prisionero de los polacos en el castillo de Gostynin, cerca de Varsovia, hasta su muerte en septiembre de 1612.